# Josef Krejci
Josef Krejci (2 de marzo de 1911-?) fue un jugador de balonmano austriaco. Fue un componente de la Selección de balonmano de Austria.
Con la selección ganó la medalla de plata en los Juegos Olímpicos de Berlín 1936, los primeros con el balonmano como deporte olímpico.